# Scutellaria
Scutellaria là một chi thực vật có hoa trong họ Hoa môi (Lamiaceae).

## Hình ảnh

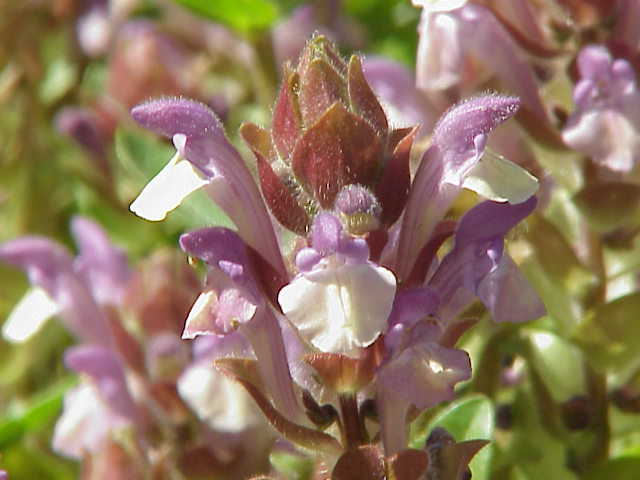
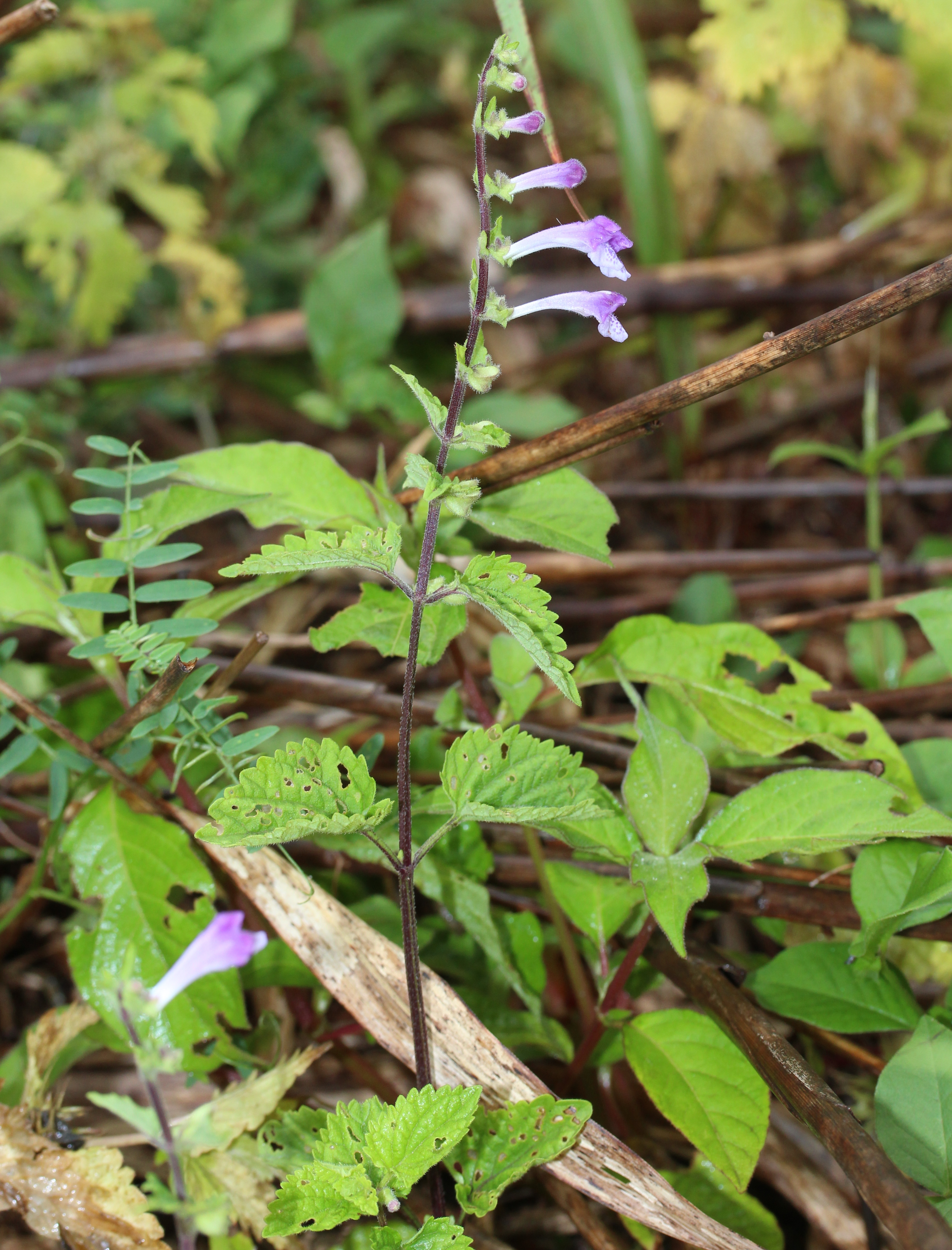
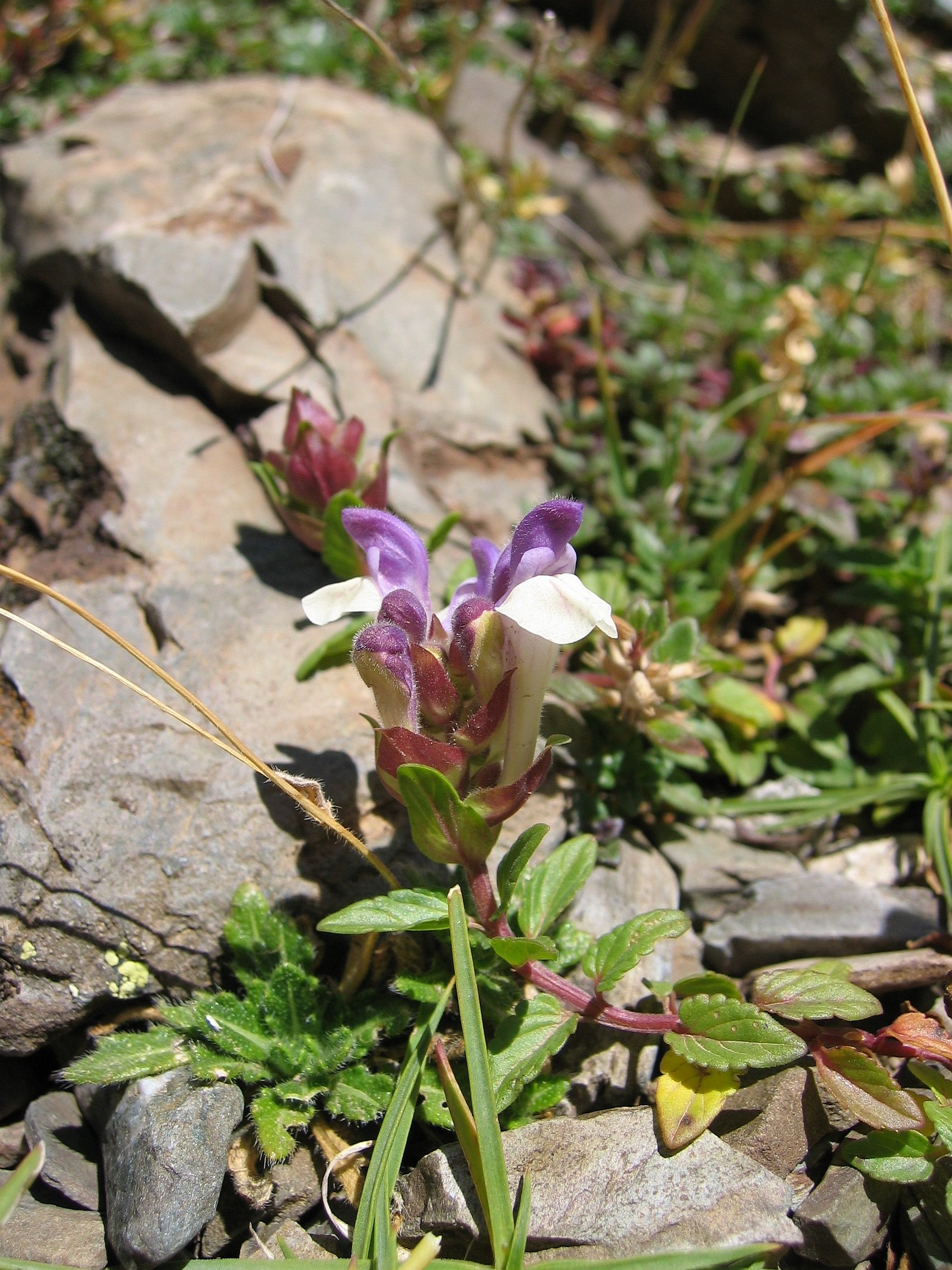
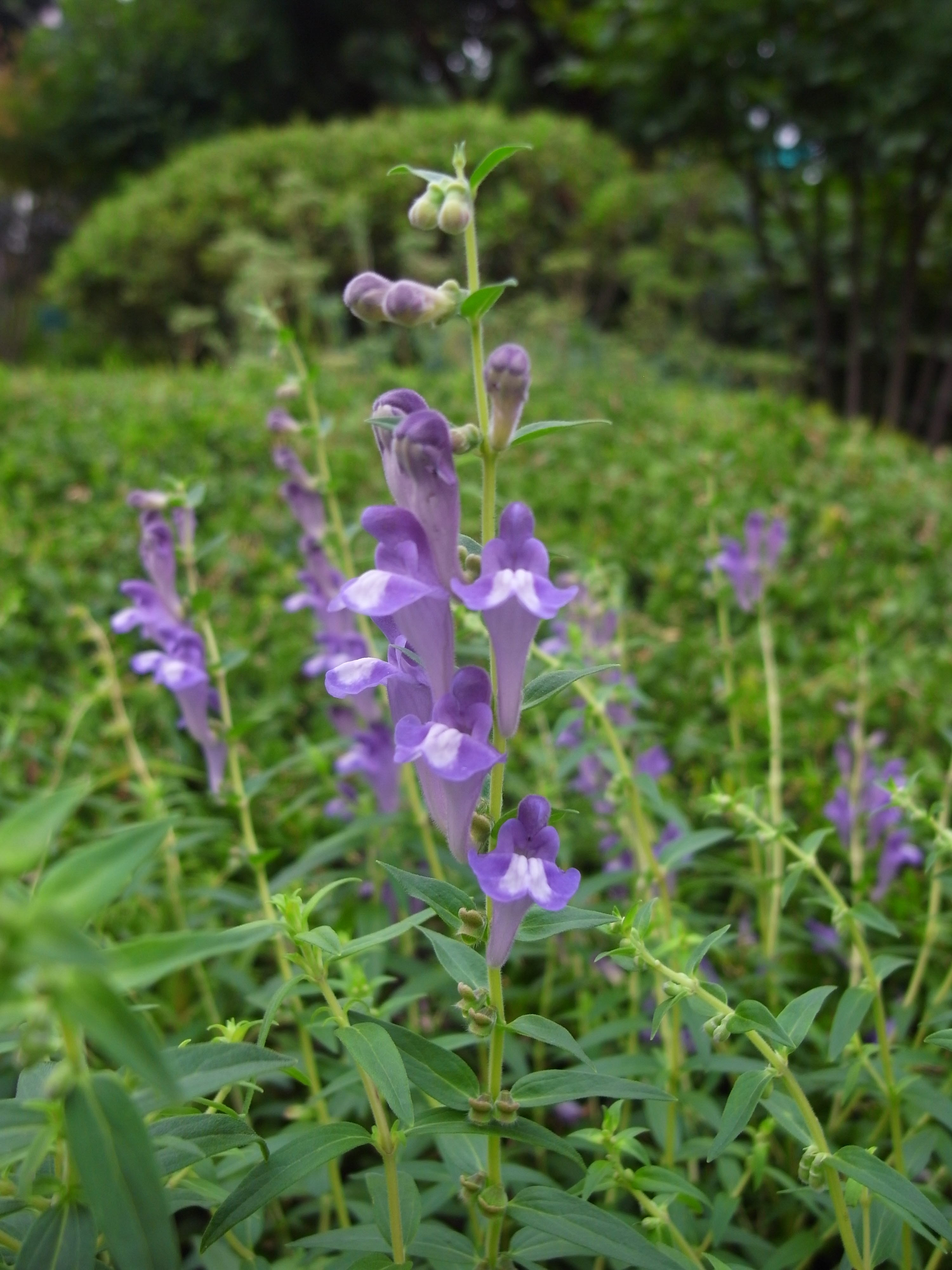

## Loài
Chi Scutellaria gồm các loài: